# American Music Awards 2020
La 48ª edizione degli American Music Award si è tenuta il 22 novembre 2020 nel Microsoft Theater di Los Angeles. Roddy Ricch e The Weeknd sono stati gli artisti più candidati della serata con 8 candidature a testa, seguiti da Megan Thee Stallion con 5.

## Cerimonie

### Esibizioni
| Artisti                    | Canzoni                                                   |
| -------------------------- | --------------------------------------------------------- |
| 24kGoldn, Iann Dior        | Mood                                                      |
| Bad Bunny, Jhay Cortez     | Dákiti                                                    |
| Bebe Rexha, Doja Cat       | Baby, I'm Jealous                                         |
| Bell Biv DeVoe             | Poison Do Me!                                             |
| Billie Eilish e Finneas    | Therefore I Am                                            |
| BTS                        | Dynamite Life Goes On                                     |
| Dan + Shay                 | TBA                                                       |
| Dua Lipa                   | Levitating                                                |
| Jennifer Lopez, Maluma     | Pa' ti/Lonely                                             |
| Justin Bieber              | Holy Lonely (con Benny Blanco) Monster (con Shawn Mendes) |
| Katy Perry e Darius Rucker | Only Love As the Deer                                     |
| Lewis Capaldi              | Before You Go                                             |
| Lil Baby                   | Emotionally Scarred                                       |
| Machine Gun Kelly          | TBA                                                       |
| Megan Thee Stallion        | Body                                                      |
| Nelly                      | Country Grammar (Hot Shit) E.I. Ride wit Me               |
| The Weeknd                 | In Your Eyes (con Kenny G) Save Your Tears                |

## Vincitori e candidati

### Artista dell'anno
- Taylor Swift
- Justin Bieber
- Post Malone
- Roddy Ricch
- The Weeknd

### Nuovo artista dell'anno
- Doja Cat
- DaBaby
- Lil Baby
- Lewis Capaldi
- Roddy Ricch
- Megan Thee Stallion

### Video musicale preferito
- Taylor Swift – Cardigan
- Doja Cat – Say So
- Future (featuring Drake) – Life Is Good
- Lady Gaga e Ariana Grande – Rain on Me
- Doja Cat – Say So
- The Weeknd – Blinding Lights

### Collaborazione dell'anno
- Dan + Shay e Justin Bieber – 10,000 Hours
- Cardi B (featuring Megan Thee Stallion) – WAP
- DaBaby (featuring Roddy Ricch) – Rockstar
- Lady Gaga e Ariana Grande – Rain on Me
- Megan Thee Stallion (featuring Beyoncé) – Savage (Remix)

### Artista pop/rock maschile preferito
- Justin Bieber
- Post Malone
- The Weeknd

### Artista pop/rock femminile preferita
- Taylor Swift
- Dua Lipa
- Lady Gaga

### Artista rap/hip-hop maschile preferito
- Juice Wrld
- DaBaby
- Roddy Ricch

### Artista rap/hip-hop femminile preferita
- Nicki Minaj
- Cardi B
- Megan Thee Stallion

### Artista country maschile preferito
- Kane Brown
- Luke Combs
- Morgan Wallen

### Artista country femminile preferita
- Maren Morris
- Gabby Barrett
- Miranda Lambert

### Artista soul/R&B maschile preferito
- The Weeknd
- Chris Brown
- John Legend

### Artista soul/R&B femminile preferita
- Doja Cat
- Jhené Aiko
- Summer Walker

### Artista latino maschile preferito
- Bad Bunny
- J Balvin
- Ozuna

### Artista latina femminile preferita
- Becky G
- Karol G
- Rosalía

### Artista alternative rock preferito
- Twenty One Pilots
- Billie Eilish
- Tame Impala

### Artista adult contemporary preferito
- Jonas Brothers
- Lewis Capaldi
- Maroon 5

### Artista EDM preferito
- Lady Gaga
- Kygo
- Marshmello

### Artista gospel preferito
- Lauren Daigle
- For King & Country
- Kanye West

### Duo o gruppo pop/rock preferito
- BTS
- Jonas Brothers
- Maroon 5

### Duo o gruppo country preferito
- Dan + Shay
- Florida Georgia Line
- Old Dominion

### Canzone pop/rock preferito
- Dua Lipa – Don't Start Now
- Lewis Capaldi – Someone You Loved
- Post Malone – Circles
- Roddy Ricch – The Box
- The Weeknd – Blinding Lights

### Album pop/rock preferito
- Harry Styles – Fine Line
- Taylor Swift – Folklore
- The Weeknd – After Hours

### Canzone rap/hip-hop preferita
- Cardi B (featuring Megan Thee Stallion) – WAP
- DaBaby (featuring Roddy Ricch) – Rockstar
- Roddy Ricch – The Box

### Album rap/hip-hop preferito
- Roddy Ricch – Please Excuse Me for Being Antisocial
- Lil Baby – My Turn
- Lil Uzi Vert – Eternal Atake

### Canzone country preferita
- Dan + Shay e Justin Bieber – 10,000 Hours
- Maren Morris – The Bones
- Blake Shelton (featuring Gwen Stefani) – Nobody but You

### Album country preferito
- Blake Shelton – Fully Loaded: God's Country
- Luke Combs – What You See Is What You Get
- Morgan Wallen – If I Know Me

### Canzone soul/R&B preferita
- The Weeknd – Heartless
- Chris Brown (featuring Drake) – No Guidance
- Summer Walker – Playing Games

### Album soul/R&B preferito
- The Weeknd – After Hours
- Doja Cat – Hot Pink
- Summer Walker – Over It

### Canzone latina preferita
- Karol G e Nicki Minaj – Tusa
- Bad Bunny – Vete
- Black Eyed Peas e J Balvin – Ritmo (Bad Boys for Life)

### Album latino preferito
- Bad Bunny – YHLQMDLG
- Anuel AA – Emmanuel
- Bad Bunny – Las que no iban a salir

### Colonna sonora preferita
- Artisti Vari – Birds of Prey: The Album
- Artisti Vari – Frozen II
- Artisti Vari – Trolls World Tour

### Artista social preferito
- BTS
- Billie Eilish
- Exo
- Ariana Grande
- NCT 127